# Archon (Gnosis)
Archon (griechisch ἄρχων árchōn ‚Herrschender‘, koptisch arkhōn, Plural: Archonten) ist in der antiken Gnosis die Bezeichnung für niedere, böswillige Geistwesen, die zwar mittelbar von Gott abstammen, aber ihn nicht kennen und nicht in seinem Sinn handeln.
Nach der gnostischen Theologie ist die Gottheit absolut außerweltlich. Das Wesen dieses Gottes ist dem des Universums fremd. Er hat die Welt nicht geschaffen und regiert sie nicht, vielmehr bildet seine Natur zu der ihren einen vollkommenen Gegensatz. Gott befindet sich in seinem fernen Reich des Lichts, während der Kosmos das Reich der Finsternis darstellt.
Die Archonten sind als Gruppe in manchen gnostischen Systemen gemeinsam die Schöpfer und Herrscher des Universums. Nach abweichenden Lehren anderer Gnostiker hat nur der Anführer der Archonten, der Demiurg, das Schöpfungswerk vollbracht. Alle gnostischen Weltdeutungen stimmen aber darin überein, dass der Kosmos als riesiges Gefängnis geschaffen wurde und die Menschen darin gefangen sind. Die Mitte dieser schlechten Welt bildet gemäß dem damaligen geozentrischen Weltbild die Erde als Schauplatz des menschlichen Lebens. Die Erde ist von kosmischen Sphären umgeben, die sie wie konzentrisch angeordnete Schalen umschließen. Diese Sphären werden meist mit den sieben Sphären gleichgesetzt, denen nach der antiken Astronomie die fünf mit bloßem Auge sichtbaren Planeten sowie Sonne und Mond zugeordnet sind. Sonne und Mond gelten in diesem geozentrischen Modell, in dem alle Himmelskörper die Erde umkreisen, als Planeten. Die achte, äußerste Sphäre ist der Fixsternhimmel. Die sieben Planetensphären sind die Sitze von sieben Archonten, die somit als Planetengötter fungieren. Ihr Machtbereich ist das Reich der „Siebenheit“ (Hebdomas) und umfasst auch die Erde. Nach manchen Lehren, die einen Demiurgen als Archontenführer annehmen, lebt dieser im Fixsternhimmel. Einer Variante zufolge, die der Gnostiker Basileides vertrat, ist ein Archon der Herrscher des Fixsternhimmels, während ein anderer, der mit dem biblischen Gott Abrahams, Isaaks und Jakobs gleichgesetzt wird, die Planetensphären kontrolliert und der Schöpfer der Erde ist. Die Archonten tragen hebräische Gottesnamen aus dem Tanach wie Zebaot (Sabaoth) und Adonai. Somit wurden diese Namen, die ursprünglich im Judentum dem einen Gott und Weltschöpfer vorbehalten waren, in der Gnosis zu Eigennamen niederer dämonischer Mächte. So erfuhren sie eine pejorative Umwertung. Gemäß dieser negativen Wertung des Schöpfungsvorgangs und des Schöpfers bzw. der Schöpfer wird der Anführer der Archonten, der Demiurg, oft mit den verzerrten Zügen des Gottes JHWH dargestellt.
Die Struktur des Kosmos, die sich in den Himmelssphären zeigt, dient dem Ziel, die Menschen von dem außerweltlichen Gott zu trennen, die Gotteserkenntnis zu verhindern und so die Gefangenen möglichst dauerhaft niederzuhalten. Die tyrannische Weltherrschaft der Archonten wird in gnostischen Texten mit dem Ausdruck Heimarmene (Schicksal) bezeichnet. Den Schicksalsbegriff übernahmen die Gnostiker aus der fatalistischen griechischen Astrologie, sie deuteten ihn aber in negativem Sinn um. Im Gegensatz zu den philosophischen und astrologischen Fatalisten, die für Bejahung der Heimarmene und bewusste, willige Einordnung in die gegebene Weltordnung eintraten, bewerteten die Gnostiker das Schicksal, das von den böswilligen Archonten gelenkt werde, als schlimmes Verhängnis. Sie forderten dazu auf, den Machtbereich der Archonten zu verlassen, denn ein Entkommen aus der Gefangenschaft sei möglich. Nach den gnostischen Erlösungslehren kann der menschliche Geist (Pneuma) – die Geistseele als Träger der individuellen Persönlichkeit – dem Gefängnis entrinnen, wenn er sich das dafür benötigte Wissen, die Gnosis, angeeignet hat. Beim Tod des Menschen löst sich seine Geistseele, der „innere Mensch“, vom Körper, der ein Bestandteil der Archontenschöpfung ist. Dann kann die Geistseele, falls sie über gnostisches Wissen verfügt, durch die Himmelssphären aufsteigen, das Universum verlassen und den Weg zu Gott finden. Allerdings muss sie dabei den Archonten entkommen, von denen jeder seine Planetensphäre hütet und der Geistseele den Durchgang zu versperren versucht, um sie im Kosmos festzuhalten.
Eine Beschreibung der Rolle der Archonten und des Beginns und der Geschichte ihrer Weltherrschaft bietet die koptische Schrift Das Wesen der Archonten oder Die Hypostase der Archonten. Sie ist nur in einer einzigen Abschrift erhalten geblieben, die 1945 als Teil des Handschriftenfundes von Nag Hammadi entdeckt wurde.

## Quelle
- Ursula Ulrike Kaiser (Hrsg.): Die Hypostase der Archonten (Nag-Hammadi-Codex II,4). De Gruyter, Berlin 2006, ISBN 3-11-019071-0 (kritische Edition mit Übersetzung und Kommentar)